# Raúl González Blanco
Raúl González Blanco, noto semplicemente come Raúl (Madrid, 27 giugno 1977), è un allenatore di calcio ed ex calciatore spagnolo, di ruolo attaccante.
Considerato come uno degli attaccanti più forti della sua generazione nonché tra i migliori calciatori spagnoli della storia del calcio, si è classificato per cinque anni consecutivi dal 1999 al 2003 tra i primi dieci posti del Pallone d'oro e del FIFA World Player of the Year, arrivando a raggiungere nel 2001 il secondo posto del Pallone d'oro alle spalle del vincitore Michael Owen e il podio del FIFA World Player of the Year 2001 alle spalle di Luis Figo e David Beckham.
La sua carriera è legata principalmente al Real Madrid, con cui ha vinto 3 volte la Champions League, 2 volte la Coppa Intercontinentale e 1 volta la Supercoppa UEFA, oltre a 6 campionati nazionali. Del club madrileno è inoltre il giocatore con più presenze in assoluto (741), nonché il terzo miglior marcatore nella storia con 323 reti alle spalle di Karim Benzema e Cristiano Ronaldo. Nella Liga è anche il quarto giocatore per numero di presenze (550) e il sesto per gol realizzati (228).
È inoltre il quinto giocatore con più gol segnati (71) e il nono con più presenze (144) nella storia della Champions League, nonché il quinto miglior marcatore delle competizioni UEFA per club con 77 reti. Con 44 gol è anche il secondo miglior marcatore della nazionale spagnola, alle spalle del solo David Villa (59). Con 1064 incontri disputati, rientra nella ristretta cerchia dei calciatori con almeno 1000 presenze in carriera.
Nel 2004 Pelé lo ha inserito nella FIFA 100, la lista dei 125 migliori calciatori viventi, redatta in occasione del Centenario della FIFA. Individualmente ha inoltre conquistato il titolo di capocannoniere della Primera Division nel 1999 e nel 2001.

## Biografia
Terzo figlio di Pedro González, un elettricista, e María Luisa "Marisa" Blanco, una casalinga, Raúl è cresciuto nella Colonia Marconi di San Cristóbal de los Ángeles, un modesto barrio della periferia sud madrilena.
Si è sposato con Mamen Sanz, ex modella spagnola nata due anni dopo di lui, il 1º luglio 1979 a Villafranca del Castillo (Villanueva de la Cañada, area metropolitana di Madrid). Dal matrimonio sono nati cinque figli: Jorge (2000), Hugo (2002), i gemelli Héctor e Mateo (2005), e María (2009). La sua esultanza caratteristica, che lo vede baciare la fede nuziale dopo ogni rete, è in onore della moglie ed è accompagnata anche da un doppio colpo al cuore, come dedica ai suoi quattro figli maschi e, quando la compagna era in attesa della figlia, da un gesto che mimava la maternità della moglie.
Nel 2004 Raúl è stato nominato Ambasciatore di buona volontà della FAO.

## Caratteristiche tecniche
Raúl era un giocatore carismatico, che poteva ricoprire tutti i ruoli dell'attacco, in particolare quello di seconda punta. Aveva un ottimo senso del gol, una grande capacità di dialogo con i compagni e buone doti fisiche. Mancino naturale, era tecnicamente molto dotato e anche un buon colpitore di testa. Era un giocatore molto intelligente e corretto: in carriera, da professionista, non è mai stato espulso e ha ricevuto poche ammonizioni.

## Carriera

### Giocatore

#### Club

##### Inizi e giovanili dell'Atlético Madrid
Raúl ha iniziato a giocare a calcio nella squadra del suo quartiere, il San Cristóbal de los Ángeles, nelle categorie alevin e infantil. Il suo primo tesserino calcistico, come da lui stesso ammesso, era falso: riportava il nome "Dani" e un'età errata, perché non era ancora abbastanza grande per giocare con gli alevin. In totale, Raúl ha giocato tre anni nel San Cristóbal.
Nel 1990, quando Raúl aveva ormai 13 anni, il padre Pedro, tifoso dei Colchoneros, lo ha fatto firmare per l'Atlético Madrid. Con l'Atlético Madrid, allenato da Francisco de Paula, Raúl ha vinto subito il campionato giovanile nella categoria Preferente infantil, giocando come esterno sinistro di centrocampo e segnando 65 dei 308 gol totali realizzati dalla squadra. L'anno successivo, da capitano, ha vinto nuovamente il titolo nella categoria Primera cadete segnando 55 reti, 8 delle quali in una sola partita vinta 25-0. Nel 1992, tuttavia, il presidente dell'Atlético Madrid Jesús Gil, motivato da gravi problemi economici, ha deciso di sopprimere le squadre giovanili. Raúl ha chiuso così la sua esperienza nell'Atlético con 146 reti in 67 partite ufficiali e il Real Madrid non ha perso l'opportunità di portarlo nella propria cantera.

##### Real Madrid

###### Giovanili e filiali
Anche nelle giovanili del Real Madrid Raúl ha confermato le sue ottime doti, soprattutto in fase di realizzazione. Il suo debutto in partite ufficiali risale al 20 settembre 1992 contro l'Alcalá, quando ha realizzato una rete guidando la sua squadra, il Cadete A, alla vittoria per 5-0. In quella stagione Raúl ha vinto la Copa de Madrid, la fase di qualificazione per il campionato spagnolo e il campionato spagnolo Cadete. Nella fase finale, a Malaga, ha segnato 7 reti con prestazioni sempre decisive e con lui in campo la sua squadra non ha mai perso una partita in tutto l'anno.
Nella stagione 1993-1994 ha giocato prima con lo Juvenil B per poi passare allo Juvenil A, con cui ha segnato 45 gol nella División de Honor Juvenil. Il 9 febbraio 1994, contro l'Alcalá, ha ricevuto l'unica espulsione di tutta la sua carriera. In aprile ha vinto la XV edizione della Dallas Cup, torneo giovanile statunitense, dove ha giocato 6 partite e segnato 5 gol partendo sempre dalla panchina; nella finale il Real Madrid si è imposto sul Kaiserslautern per 8-0. Al ritorno dagli Stati Uniti, ha disputato la Copa del Rey Juvenil, torneo nel quale sono continuati i difficili rapporti con l'allenatore Palmero. Raúl è stato relegato in panchina per tutta la competizione ma, alla vigilia della finale di Saragozza, il tecnico Merengue aveva comunicato al giocatore l'intenzione di farlo partire titolare, salvo poi cambiare idea il giorno della partita. Alla notizia dell'esclusione, Raúl si è rifiutato di andare in panchina per la gara che la squadra madrilena ha perso per 2-1 contro il Barcellona. In totale, nella cantera del Real Madrid, Raúl ha segnando 180 gol nelle partite ufficiali disputate.
Nel 1994 è stato protagonista col Real Madrid C, allenato da Toni Grande, di un folgorante inizio di stagione, nel quale è andato a segno nelle prime 5 partite di Segunda División B e successivamente, dopo una gara senza segnare, ha realizzato 5 reti in una sola partita contro il Corralejos di Fuerteventura. Rafa Benítez, all'epoca allenatore del Real Madrid B, lo ha quindi convocato per una partita contro il Palamós, per quella che è stata la sua unica presenza nella seconda squadra madridista. Dopo il passaggio in prima squadra Raúl è tornato per un altro incontro con il Real Madrid C contro il Móstoles nel novembre 1994, nel quale ha segnato una doppietta. In totale con il Real Madrid C ha realizzato 16 gol in 8 partite di Segunda División B.

###### L'affermazione in prima squadra

un giovane Raúl al Real Madrid nel 1996 (a destra), accanto a Didier Deschamps, nel retour match dei quarti di Champions League in casa della

Jorge Valdano, allenatore delle Merengues, date le ottime prestazioni con le giovanili, ha fatto debuttare Raúl in prima squadra in un'amichevole contro il Real Oviedo, il 6 settembre 1994. Il giovane attaccante ha superato la prova segnando un gol su assist di Butragueño. A causa degli infortuni di Alfonso e Martín Vázquez, Valdano ha deciso di scommettere ancora su Raúl, facendolo esordire nella Liga il 29 ottobre 1994 contro il Real Saragozza (sconfitta per 3-2). In quella gara Raúl non ha segnato alcuna rete nonostante diverse occasioni, ma ha realizzato comunque un assist per il gol di Zamorano; inoltre, all'età di 17 anni e 124 giorni, è diventato il giocatore più giovane a esordire con la camiseta blanca. Una settimana più tardi, il 5 novembre 1994, ha realizzato il primo gol con la maglia della prima squadra nel derby con l'Atlético Madrid, partita nella quale ha anche realizzato l'assist per Zamorano e si è procurato un calcio di rigore. Il 22 gennaio 1995 ha realizzato la sua prima doppietta contro il Celta Vigo e, nonostante la sua giovane età, non ha tardato a diventare titolare in prima squadra. Raúl ha chiuso la sua prima stagione con il Real Madrid con 9 reti in campionato, vinto dai Blancos, e una in Coppa del Re.
Il 13 settembre 1995 Raúl ha esordito in Champions League contro l'Ajax (1-0 per gli olandesi), diventando il più giovane madridista ad esordire in una competizione europea (18 anni e 2 mesi). Ha realizzato i primi gol nella massima competizione europea per club il 18 ottobre 1995 conto il Ferencváros, partita nella quale è stato autore di una tripletta nel 6-1 finale. Grazie a queste marcature è diventato il più giovane giocatore delle Merengues a segnare in Champions League nonché il più giovane in assoluto a realizzare una tripletta nella manifestazione. Ha chiuso l'annata con 19 gol nella Liga e un gol nella Coppa del Re. La stagione 1995-1996 è stata anche l'unica nella quale Raúl non ha vestito la maglia numero 7, allora sulle spalle di Esnáider, bensì la numero 17.
Nella stagione 1996-1997 Raúl ha conquistato la seconda Liga della sua carriera. Con l'arrivo di Fabio Capello ha arretrato la sua posizione in campo ricoprendo il ruolo di centrocampista offensivo di sinistra; ha chiuso il campionato con 21 reti in 42 partite, venendo anche eletto dalla stampa miglior giocatore spagnolo della Liga.
Ha iniziato molto bene la stagione 1997-1998, aggiudicandosi la Supercoppa di Spagna segnando 3 gol in due partite al Barcellona, ma nel prosieguo si è rivelata una delle annate più difficili. Tormentato per tutta la stagione da una pubalgia che, riflettendosi sul suo gioco, lo ha penalizzato fortemente soprattutto sul piano della combattività e lo ha costretto a fare delle infiltrazioni per poter giocare, è riuscito comunque a chiudere la stagione in bellezza: il 20 maggio 1998, infatti, è diventato campione d'Europa per la prima volta nella sua carriera, battendo in finale ad Amsterdam la Juventus e aggiudicandosi così la Champions League 1997-1998. In quella stagione Raúl ha segnato 2 gol in Champions League e 10 nella Liga.

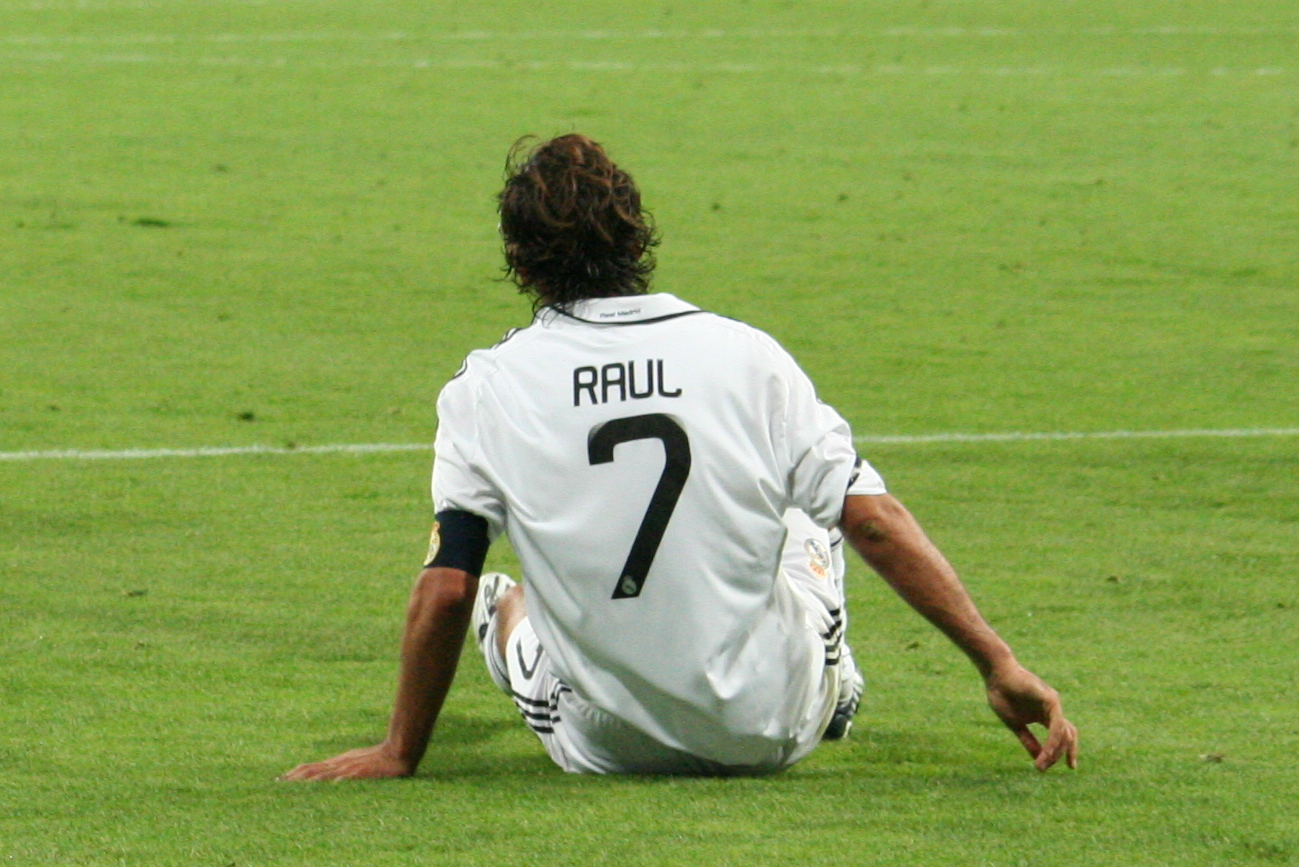
Raul con la maglia numero 7 del Real Madrid

Il 1º dicembre 1998 è stato tra i protagonisti della vittoria della Coppa Intercontinentale contro il Vasco da Gama, 38 anni dopo l'ultimo successo madridista. In quella partita Raúl ha realizzato il gol della vittoria a 8 minuti dalla fine su lungo lancio di Seedorf, dopo aver dribblato in area due difensori avversari. Il gol fu chiamato aguanís. dallo stesso Raúl, che lo considera il più bello e importante della sua carriera. Lo spagnolo è stato anche nominato miglior giocatore della partita. Il 23 maggio 1999, contro il Tenerife, ha raggiunto quota 100 gol ufficiali con la camiseta blanca. A fine stagione ha vinto il titolo di Pichichi della Liga segnando 25 reti, che gli sono anche valse il 3º posto nella classifica della Scarpa d'oro del 1999.
Nel gennaio del 2000 Raúl ha partecipato in Brasile alla prima edizione del Mondiale per club, segnando 2 gol in 4 partite. Il 15 aprile 2000, con la rete segnata alla Romareda contro il Real Saragozza, è diventato il madridista più giovane a raggiungere le 100 marcature nella Liga, all'età di 22 anni e 293 giorni. Il 24 maggio 2000, allo Stade de France, Raúl si è laureato campione d'Europa per la seconda volta, grazie al 3-0 ottenuto contro il Valencia. Raúl ha disputato un'ottima Champions League: ha segnato 10 gol e servito 2 assist in 15 partite ed è stato protagonista nei momenti clou, come la doppietta realizzata all'Old Trafford contro il Manchester Utd nei quarti di finale o il gol realizzato nella finale di Parigi. Alla fine è stato capocannoniere con 10 reti (insieme ai brasiliani Jardel e Rivaldo) ed eletto miglior attaccante delle competizioni UEFA.

###### L'era deiGalácticos
Nella stagione 2000-2001 Raúl è stato il grande protagonista, insieme a Figo, del 28º titolo nazionale del Real Madrid. Con 24 gol è diventato per la seconda volta in carriera Pichichi e si è piazzato al terzo posto nella classifica della Scarpa d'oro 2001. Il 4 febbraio 2001, durante la partita contro il Malaga, Raúl ha segnato i suoi gol numero 112 e 113 nella Liga, superando Cuco Ziganda e diventando il miglior marcatore in attività del campionato spagnolo. Per il secondo anno consecutivo è stato inoltre capocannoniere della Champions League con 7 gol, nonché miglior attaccante delle competizioni UEFA.
Il 6 marzo 2002, giorno del centenario del Real Madrid, ha segnato un gol nella finale della Coppa del Re giocata in casa al Bernabéu. La sua rete, tuttavia, non ha impedito la sconfitta madrilena ad opera del Deportivo La Coruña. Raúl è stato con 6 reti il capocannoniere della coppa a pari merito con Guti. La Champions League 2001-2002 ha consacrato Raúl campione d'Europa per la terza volta in cinque anni. Il numero 7 del Real Madrid ha realizzato 6 gol e 3 assist in tutto il torneo ed è stato eletto per la terza volta consecutiva (un record) miglior attaccante delle competizioni UEFA. Il 15 maggio 2002, con la rete realizzata in finale al Bayer Leverkusen è stato il primo giocatore ad essere andato in gol in due finali di Champions League, 2000 e 2001-2002.
La stagione 2002-2003 è stata una delle migliori per Raúl. Ha iniziato vincendo la sua prima Supercoppa europea contro il Feyenoord e, a dicembre, la Coppa Intercontinentale contro i paraguayani dell'Olimpia di Asunción. L'11 dicembre 2002, segnando una doppietta contro il Lokomotiv Mosca, ha raggiunto quota 200 gol con la maglia del Real Madrid in tutte le competizioni ufficiali. Raúl è stato autore di una Champions League 2002-2003 di alto livello: ha segnato 9 reti e trascinato la squadra in semifinale, dove è stata eliminata dalla Juventus. Il 22 giugno 2003 il Real Madrid ha vinto la 29ª Liga della sua storia, con Raúl grande protagonista (16 gol e 11 assist), insieme al nuovo compagno d'attacco Ronaldo.
Nell'estate del 2003, con la partenza di Fernando Hierro, Raúl è diventato a 26 anni il più giovane giocatore a essere designato come capitano della storia del Real Madrid.

###### La flessione

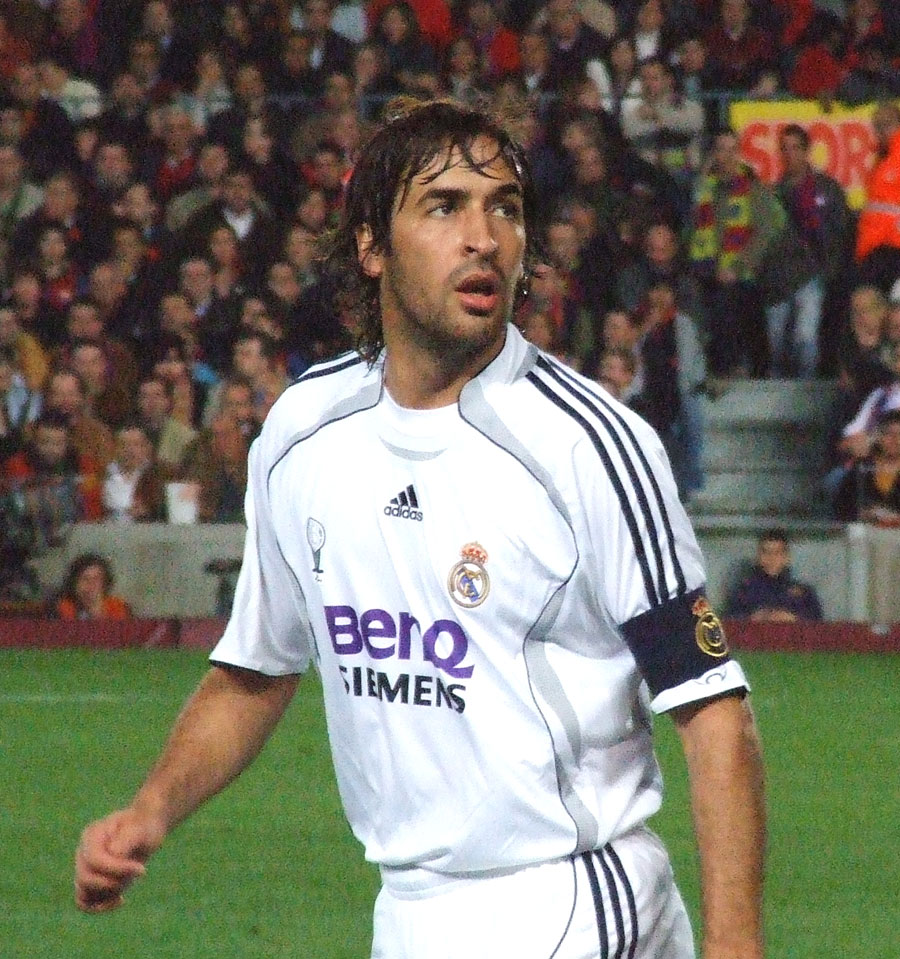
Raúl con la fascia di capitano del Real Madrid al braccio, durante il clásico sul campo del del 10 marzo 2007

La prima stagione da capitano non è stata molto fortunata per Raúl. Ha vinto subito la Supercoppa di Spagna contro il Maiorca, ma poi il Real Madrid è stato protagonista di un crollo nel finale di stagione, quando ha perso la finale di Coppa del Re contro il Real Saragozza, è stato eliminato dalla Champions League 2003-2004 per mano del Monaco e ha sciupato un vantaggio di 9 punti nella Liga. Raúl ha segnato 11 gol in campionato, 2 in Champions League e 6 reti in 6 partite di Coppa del Re, vincendo il titolo di capocannoniere del torneo per la seconda volta in carriera. Come per tutto il resto della squadra, anche le sue prestazioni, infatti, erano notevolmente calate, soprattutto in fase realizzativa, anche a causa della posizione in campo più lontana dalla porta, dal momento che veniva schierato spesso come centrocampista di fascia sia a destra che a sinistra.
Le cose non sono cambiate neanche nella stagione 2004-2005. Nel Real Madrid si sono succeduti diversi allenatori, da Camacho a Luxemburgo, passando per García Remón, ma la squadra non è riuscita lo stesso a portare a casa alcun trofeo. Raúl ha segnato 9 gol nella Liga e 4 reti in Champions League. Il 7 maggio 2005, con la doppietta segnata al Racing Santander, ha raggiunto i 250 gol ufficiali col club madridista.
Il 28 settembre 2005, Raúl ha segnato contro l'Olympiacos il 50º gol in Champions League, superando il precedente record di Di Stéfano e diventando il miglior marcatore nella storia della massima competizione continentale. Il 20 ottobre 2005, invece, è stato il primo calciatore a raggiungere il traguardo delle 100 presenze in Champions League nella partita contro il Rosenborg, festeggiato col 51º gol. Il 19 novembre 2005, nel corso di Barcellona-Real Madrid, ha subito il suo unico grave infortunio in carriera, lesionandosi il menisco, la cartilagine e parzialmente il legamento crociato anteriore del ginocchio sinistro. I medici del Real Madrid hanno scelto di non operarlo ma di sottoporlo a una terapia conservativa, che ha costretto Raúl a rimanere lontano dai campi di gioco per tre mesi, ritornando a disposizione il 17 febbraio 2006 per la partita casalinga contro l'Alavés, nella quale è subentrato al 67º minuto a Júlio Baptista. Penalizzato dal grave infortunio Raúl ha chiuso la stagione con le peggiori cifre della sua carriera: 5 reti nella Liga e due in Champions League.

###### La rinascita
Nella stagione 2006-2007 è stato tra i protagonisti della conquista del 30º titolo spagnolo delle Merengues, segnando la rete decisiva nella sfida d'andata contro il Barça e guidando la squadra in diverse rimonte nel finale di stagione. Secondo lo stesso Raúl, il merito principale del successo madridista è da attribuirsi all'allenatore Fabio Capello. Il capitano del Real Madrid ha chiuso la stagione con 7 reti realizzate in campionato e cinque in Champions League, dove, con la doppietta realizzata contro la Dinamo Kiev, il 26 settembre 2006, ha nuovamente raggiunto Ševčenko in testa ai marcatori di tutti i tempi in Champions League.
Nella stagione 2007-2008, sotto la guida di Bernd Schuster, che lo ha riportato alla sua naturale posizione di attaccante, e grazie all'intesa con van Nistelrooy è tornato nuovamente a segnare più di 10 reti in campionato, cosa che non accadeva dal 2003-2004. L'8 marzo 2008 ha segnato contro l'Espanyol la rete numero 200 nella Liga, secondo più giovane della storia a raggiungere questo traguardo dopo il basco Telmo Zarra. Raúl è stato determinante, con 18 reti (miglior marcatore della squadra) e 5 assist per la conquista del 31º titolo nazionale della storia madridista, il sesto della sua carriera. A fine stagione ha ricevuto il Trofeo Alfredo Di Stéfano, assegnato al miglior giocatore del campionato spagnolo di calcio.
Nella stagione 2008-2009 Raúl ha guidato il Real Madrid alla vittoria nella Supercoppa di Spagna contro il Valencia, con la squadra madrilena in inferiorità numerica di due uomini. L'11 novembre 2008, ha realizzato una tripletta al Real Unión di Irún in una gara valida per la Coppa del Re, raggiungendo i 300 gol ufficiali con la camiseta blanca. L'11 gennaio 2009, ha giocato contro il Maiorca la sua 500ª partita nella Liga, traguardo festeggiato con un gol. Il 31 gennaio 2009, contro il Numancia ha segnato il gol numero 307 con il Real Madrid, eguagliando Di Stéfano come massimo realizzatore nella storia della Casa Blanca e poi lo ha suparato il 15 febbraio 2009 grazie alla doppietta contro lo Sporting Gijón. Il 21 febbraio un'altra doppietta, segnata questa volta al Betis, gli ha permesso di conquistare altri due primati riguardanti la Liga: è diventato il miglior realizzatore della storia del Real Madrid (superando nuovamente Di Stéfano), nonché il giocatore che ha segnato in più partite diverse (179), battendo il precedente record di Hugo Sánchez, fermatosi a 178. Il 16 maggio 2009 ha disputato la 700ª partita con la maglia del Real Madrid, in occasione della partita di campionato contro il Villarreal.

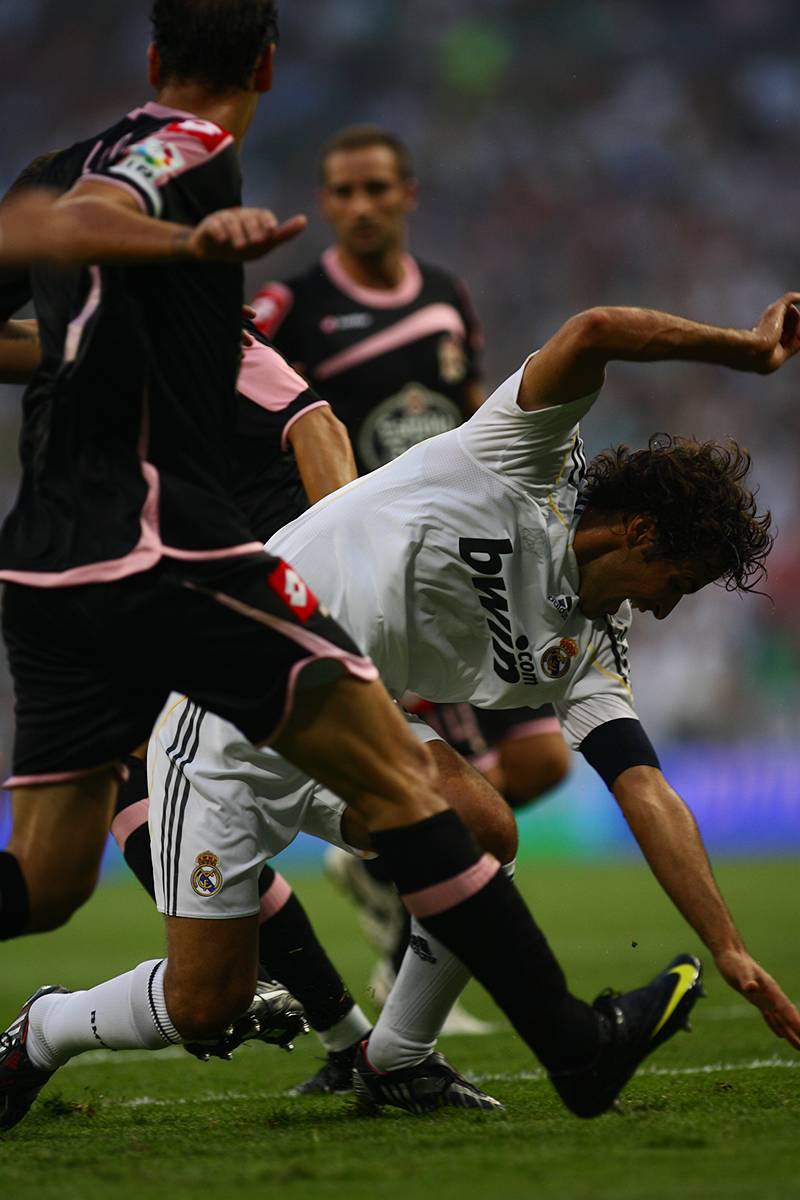
Raúl contro il nella partita inaugurale della Liga 2009-2010

All'inizio della stagione 2009-2010 Raúl ha strappato a Manolo Sanchís due prestigiosi record, aggiungendoli ai numerosi già in suo possesso: il 23 settembre 2009, nella partita contro il Villarreal, ha raggiunto le 524 presenze nella Liga, diventando il giocatore con più presenze nella massima divisione spagnola con la camiseta blanca. Il 17 ottobre seguente, contro il Real Valladolid ha giocato la partita numero 711 con il Real Madrid, diventando il primatista delle Merengues in partite ufficiali. Nella stessa partita, segnando una doppietta, è arrivato a 226 reti in campionato, raggiungendo César Rodríguez al quarto posto fra i migliori marcatori nella storia della Primera División spagnola.
Il 21 ottobre contro il Milan ha segnato la 68ª rete personale nelle competizioni UEFA per club, raggiungendo così Filippo Inzaghi al comando di questa speciale classifica. Il 27 febbraio 2010, contro il Tenerife, ha eguagliato le 542 presenze di Francisco Buyo e le 227 reti di Di Stéfano nel massimo campionato spagnolo, raggiungendo così il terzo posto assoluto di entrambe le classifiche storiche. Il 6 marzo, contro il Siviglia, ha giocato la 543ª partita in campionato, raggiungendo Eusebio Sacristán al secondo posto assoluto. Il 24 aprile 2010, contro il Real Saragozza, ha giocato la sua ultima partita con la maglia del Real Madrid, proprio nello stadio del suo debutto, la Romareda. Entrato nel corso del primo tempo e infortunatosi per una distorsione alla caviglia, è rimasto in campo fino a segnare il gol del vantaggio, diventando, con 228 gol, il terzo marcatore assoluto della Liga fino a quel momento (superato poi da Lionel Messi nel 2014) e il giocatore che ha segnato per più volte (77) la prima rete di una partita della Primera División spagnola, a pari merito con Hugo Sánchez.
Il 26 luglio 2010, in conferenza stampa, Raúl ha annunciato il suo addio al club blanco dopo 18 anni passati tra settore giovanile e prima squadra.

##### Schalke 04
Il 28 luglio 2010 lo Schalke 04 ha annunciato il trasferimento di Raúl al club tedesco, con il quale il giocatore spagnolo a 33 anni ha firmato un contratto biennale. Raúl ha esordito con la squadra tedesca il 7 agosto 2010 nella gara valida per la Supercoppa di Germania persa 2-0 contro il Bayern Monaco. Due settimane più tardi, il 21 agosto 2010, ha esordito in Bundesliga contro l'Amburgo, partita persa 2-1 e nella quale Raúl è stato sostituito al 63º minuto di gioco da Moritz. Il 25 settembre 2010 ha segnato la prima rete con la maglia dello Schalke 04, realizzando il gol del definitivo 2-2 contro il Borussia Mönchengladbach.

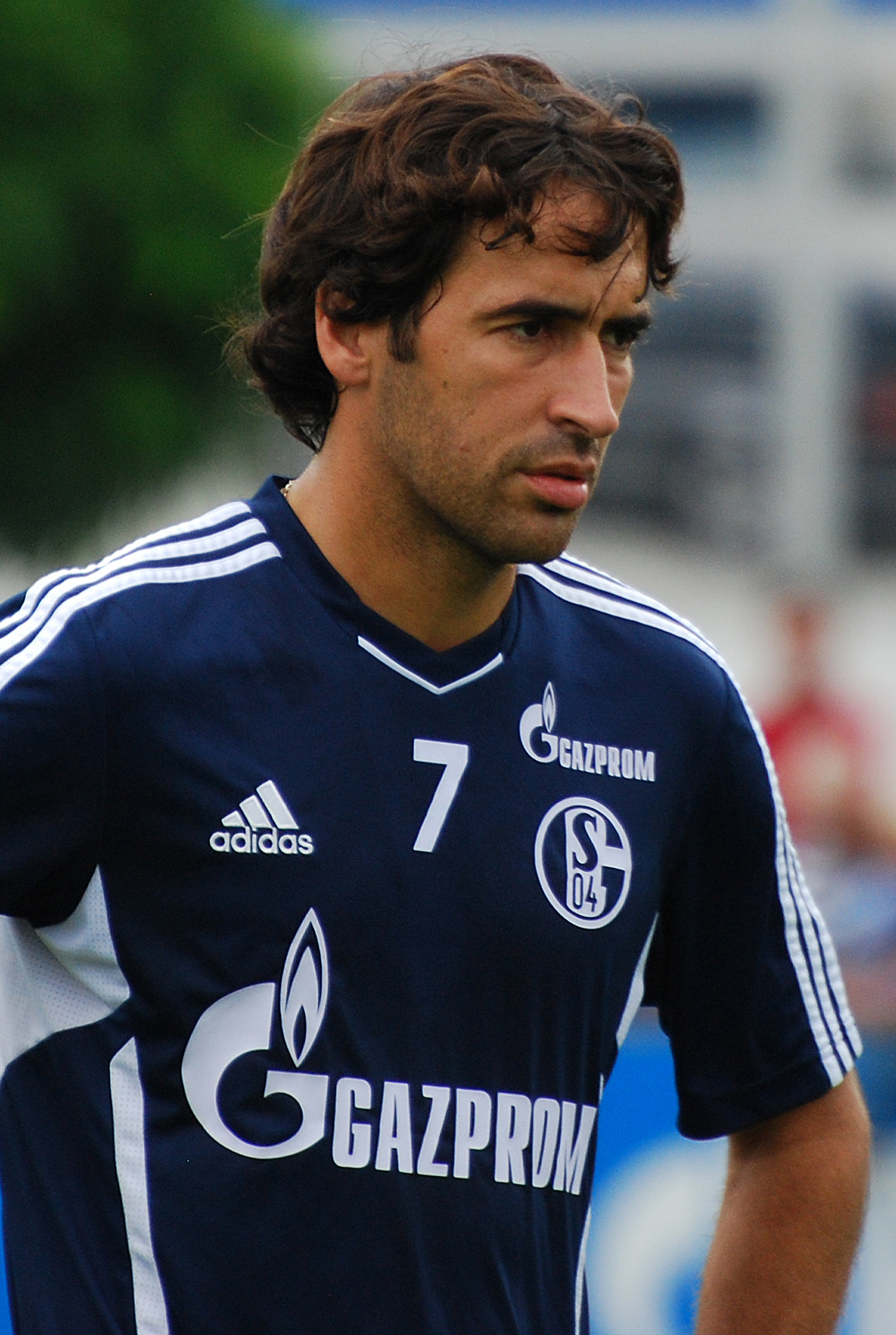
Raúl in allenamento allo nell'estate 2011

Il 20 ottobre 2010 Raúl, dopo aver segnato due reti nel 3-1 contro l'Hapoel Tel Aviv nella terza giornata della fase a gironi della Champions League 2010-2011, ha raggiunto quota 70 gol nelle competizioni UEFA per club, superando Filippo Inzaghi come miglior marcatore, e ha eguagliato Gerd Müller a quota 69 reti come primatista di gol nelle coppe europee. Due settimane più tardi Inzaghi ha nuovamente raggiunto Raúl come miglior marcatore nelle competizioni UEFA per club. Il 20 novembre 2010 ha realizzato la sua prima tripletta con la maglia dello Schalke 04, nella partita di campionato vinta 4-0 contro il Werder Brema. Il 15 febbraio 2011, grazie alla rete realizzata contro il Valencia, ha raggiunto le 71 reti nelle competizioni UEFA per club e si è riportato al comando solitario di tale graduatoria superando nuovamente Inzaghi. Il 15 marzo 2011, nel ritorno degli ottavi contro la squadra spagnola, ha disputato la 140ª gara in Champions League, superando il precedente primato di Paolo Maldini, e il 5 aprile 2011, con la rete all'Inter nell'andata dei quarti di finale, ha staccato Inzaghi, diventando, con 71 reti, il miglior marcatore nella storia delle coppe europee. Ha concluso la prima stagione con la maglia dello Schalke 04 con all'attivo 51 presenze e 19 gol.
Il 23 luglio 2011 a Gelsenkirchen ha vinto la Supercoppa di Germania superando per 4-3 ai rigori il Borussia Dortmund, campione di Germania. I compagni successivamente lo hanno eletto nel Mannschaftsrat, ma lo spagnolo ha preferito non ricoprire tale ruolo. Nel corso della stagione 2011-2012 Raúl ha indossato la fascia di capitano della squadra tedesca in alcune partite nelle quali era assente per infortunio Höwedes. La prima di queste è stata il 19 novembre 2011 contro il Norimberga, partita nella quale lo spagnolo ha anche segnato la rete del definitivo 4-0. Il 1º dicembre seguente, sempre come capitano, ha segnato la sua prima rete in Europa League contro la Steaua Bucarest.
Il 19 aprile 2012 Raúl ha ufficializzato la decisione di non rinnovare il contratto con lo Schalke 04, in scadenza a fine stagione; la squadra tedesca ha deciso di ritirare la maglia numero 7, indossata dal giocatore spagnolo nei due anni trascorsi in Germania, a partire dalla stagione successiva e per un lasso di tempo indeterminato. Il numero 7 è stato poi riassegnato nuovamente nella stagione 2013-2014 a Max Meyer. Ha concluso la sua seconda stagione con 47 presenze e 21 gol fra campionato e coppe per un totale di 98 presenze e 40 reti con la maglia dello Schalke 04.

##### Al-Sadd

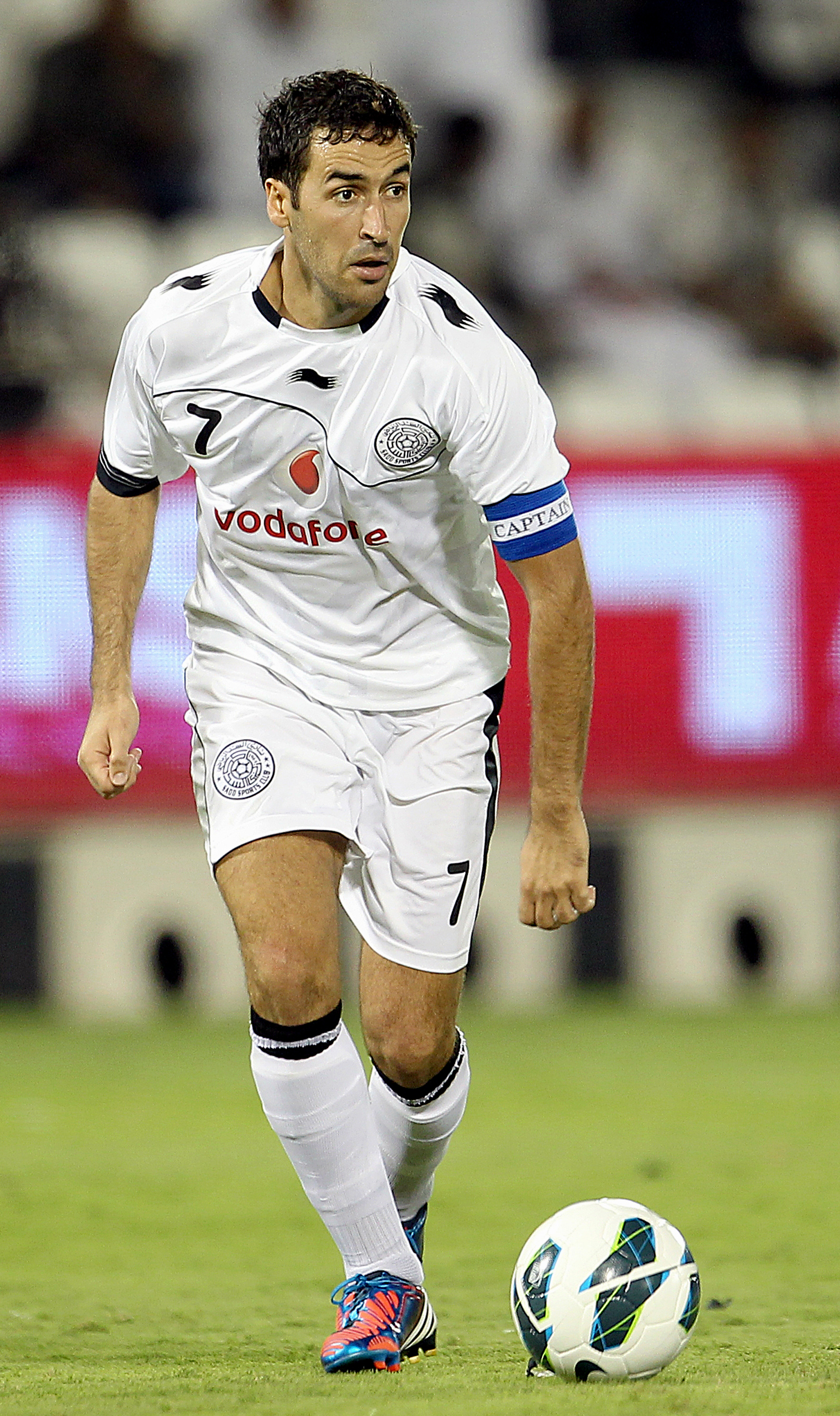
Raúl con la maglia dell'.

Il 13 maggio 2012 la squadra qatariota dell'Al-Sadd, tramite il proprio sito ufficiale, ha annunciato l'ingaggio di Raúl a partire dalla stagione 2012-2013.
Ha esordito con la squadra di Doha il 5 agosto 2012 nella gara valida per la Sheikh Jassem Cup contro l'Al-Mesaimeer, segnando su rigore il gol del definitivo 2-0; nel corso della partita Raúl ha anche indossato la fascia di capitano dopo l'uscita dal campo di Abdulla Koni. Si è ripetuto anche nella successiva partita vinta per 3-0 conto l'Al-Arabi, dove, sugli sviluppi di un calcio d'angolo, ha realizzato il secondo gol della propria squadra; la vittoria ha consentito all'Al-Sadd di qualificarsi per la finale della manifestazione, persa per 1-0 contro l'Al-Rayyan.
Successivamente ha disputato tutte le 22 partite del campionato qatariota come capitano e ha vinto la competizione, nella quale ha realizzato 9 gol (tra cui una doppietta), alla penultima giornata.
Il 27 aprile 2013, disputando la semifinale di Qatar Crown Prince Cup 2013 contro l'Al-Rayyan, ha raggiunto le 1000 presenze in carriera tra squadre di club e Nazionali. La vittoria della partita (3-1) è valsa la qualificazione alla finale, poi persa per 3-2 contro il Lekhwiya. Successivamente Raúl ha segnato un gol nella finale dell'Emir of Qatar Cup 2013, persa per 2-1 contro l'Al-Rayyan, terminando così la stagione 2012-2013 con all'attivo 12 reti in 34 partite.

##### New York Cosmos e ritiro
Il 30 ottobre 2014 viene annunciata la sua firma con il club statunitense dei New York Cosmos con il quale firma un contratto pluriennale e di cui sarà anche il direttore tecnico del settore giovanile, ruolo che ricoprirà anche dopo il suo ritiro dal calcio giocato. Fa il suo esordio con la nuova maglia il 4 aprile 2015, in occasione dell'incontro inaugurale della NASL, giocando 53 minuti nella vittoria esterna sui Fort Lauderdale Strikers. L'11 aprile, nella seconda partita stagionale, segna il suo primo gol nella NASL grazie a un colpo di testa che fissa il risultato sull'1-1 dopo il vantaggio iniziale dell'Indy Eleven. Il 13 giugno vince il suo primo trofeo con la compagine statunitense trionfando da imbattuto (5 vittorie e 5 pareggi) nella Spring Season della NASL. Il 15 ottobre, attraverso il sito del club, annuncia che al termine della stagione si sarebbe ritirato dal calcio giocato. Conclude la sua carriera il 15 novembre, vincendo il titolo NASL, nella finale play-off vinta per 3-2 contro l'Ottawa Fury.

#### Nazionale

##### Nazionali giovanili
Raúl nel 1994 è stato convocato nella Nazionale spagnola Under-18, con cui ha realizzato 4 gol in due partite.
Nel 1995 ha partecipato al Mondiale Under-20 in Qatar, nel quale in 5 partite disputate ha realizzato 3 gol.
Nel 1996 ha esordito nella Nazionale spagnola Under-21, con cui ha disputato l'Europeo di categoria del 1996, perso in finale ai rigori contro l'Italia. In quella partita Raúl ha segnato su punizione il gol del pareggio spagnolo, ma poi ha sbagliato, come de la Peña, il tiro dal dischetto. In totale con la Nazionale Under-21 ha messo a segno ben 8 gol in 9 partite.
Sempre nel 1996 ha partecipato alle Olimpiadi di Atlanta, dove ha giocato 4 partite realizzando 2 reti.

##### Nazionale maggiore
Raúl ha esordito nella Nazionale maggiore spagnola a Praga il 9 ottobre 1996, a 19 anni, contro la Rep. Ceca (0-0) in una partita valida per le qualificazioni ai Mondiali 1998. Ha realizzato la prima rete con la Spagna il 14 dicembre 1996 a Valencia contro la Jugoslavia, segnando il gol del definitivo 2-0 al 37º minuto di gioco.
Ha fatto parte della selezione cha ha preso parte ai Mondiali 1998 in Francia, dove ha disputato tutte le 3 partite della Nazionale spagnola, eliminata nella fase a gironi, segnando un gol nella prima partita delle Furie Rosse contro la Nigeria. Con questo gol è diventato il più giovane giocatore della Nazionale spagnola a segnare in un Mondiale (20 anni e 351 giorni).
Dopo aver disputato buona parte delle qualificazioni per gli Europei del 2000, è stato inserito dal CT José Antonio Camacho nella lista dei convocati per la fase finale in Belgio e Paesi Bassi. Nella manifestazione la Spagna è stata eliminata ai quarti di finale dalla Francia e Raúl, titolare in tutte le 4 partite disputate dagli iberici, ha realizzato una sola rete nella fase a gironi contro la Slovenia, sbagliando anche un rigore all'89º minuto del quarto di finale contro i francesi. Da quel momento ha deciso di non utilizzare più la maglia numero 10, optando per il numero 7 già utilizzato nel Real Madrid.
Ai Mondiali 2002 in Corea del Sud e Giappone, dopo aver realizzato 3 reti nelle prime 4 partite risultando il capocannoniere della propria Nazionale insieme a Morientes, è stato costretto a saltare il quarto di finale contro i padroni di casa della Corea del Sud, perso dalla Spagna ai rigori, per un infortunio all'inguine occorsogli nella partita precedente contro l'Irlanda.
Il 21 agosto 2002, contro l'Ungheria, è stato nominato per la prima volta capitano della Nazionale, a seguito del ritiro internazionale di Hierro.
Il 7 settembre 2002, segnando contro la Grecia il 900º gol della Nazionale spagnola, ha raggiunto Hierro in vetta alla classifica dei migliori marcatori delle Furie Rosse, superandolo poi il 12 gennaio 2003 grazie alla doppietta realizzata in amichevole contro la Germania.
È risultato decisivo nelle gare di qualificazione agli Europei 2004, andando a segno in entrambe le sfide dello spareggio contro la Norvegia. Durante la fase finale in Portogallo, nella quale la Spagna è stata eliminata nella fase a gironi, ha disputato come titolare tutte le 3 gare delle Furie Rosse, senza tuttavia realizzare alcuna rete.
Ai Mondiali 2006 ha giocato tutte le quattro partite degli spagnoli, eliminati negli ottavi di finale dalla Francia, andando in gol nella seconda partita della fase a gruppi contro la Tunisia. Con questa rete è diventato il 3º calciatore spagnolo a segnare in 3 differenti campionati mondiali.
Il 15 agosto 2006 nell'amichevole di Reykjavík contro l'Islanda finita 0-0, ha raggiunto le 100 presenze in Nazionale.
L'ultima partita di Raúl con la Nazionale spagnola è stata il 6 settembre 2006 in occasione della gara valevole per le qualificazioni agli Europei 2008 contro l'Irlanda del Nord (3-2 per i nordirlandesi). In totale ha disputato 102 partite con le Furie Rosse e realizzato 44 gol che gli valgono la quinta posizione, dietro Casillas, Xavi, Zubizarreta e Alonso, nella classifica di presenze della Nazionale spagnola e la seconda in quella dei marcatori alle spalle di David Villa, dopo aver detenuto tale record per più di 10 anni.
Dopo le 18 reti segnate nella Liga 2007-2008 giocando ad alti livelli e conquistando con il Real Madrid il 2º titolo di campione di Spagna consecutivo, era stato ipotizzato un suo rientro nelle file della Nazionale iberica in occasione dell'Europeo 2008 in Svizzera e Austria, ma il tecnico Luis Aragonés lo ha escluso ufficialmente il 17 maggio 2008.
Il 24 maggio 2010, in occasione dell'inaugurazione del Museo della RFEF, Raúl è stato premiato dalla Federazione calcistica spagnola per il raggiungimento delle 100 presenze con la Nazionale con una propria medaglia d'oro.

### Allenatore
Dopo essere stato il direttore tecnico del settore giovanile dei New York Cosmos, il 3 luglio 2018 entra nello staff del Real Madrid con il ruolo di allenatore della selezione Cadete B. Il 2 settembre ottiene subito il trofeo Sant Gabriel battendo il Barcellona per 2-0.
Il 1º marzo 2019 viene promosso alla guida della formazione Juvenil B dopo l’esonero di Álvaro Benito. Il 20 giugno seguente viene promosso allenatore del Real Madrid Castilla. Fa il suo debutto il 25 agosto seguente nel pareggio per 1–1 contro il Las Rozas in Segunda División B.
Il 24 giugno 2020 vista la carica vacante, viene nominato tecnico ad interim della selezione Juvenil A, subentrando a Dani Poyatos. Guida la formazione giovanile madrilena a vincere per la prima volta la UEFA Youth League.
Tornando al Castilla, Raúl ha portato la squadra a disputate i play-off promozione di Segunda División B, perdendo contro l'Ibiza dopo un pareggio senza reti nelle semifinali.
Due anni dopo, porta nuovamente il Castilla a giocare i play-off, nella nuova Primera Federación. Arrivato in finale contro l'Eldense, la partita di ritorno è andata ai tempi supplementari e terminata 3-3, consentendo alla squadra della Comunità Valenciana di essere promossa grazie a un miglior piazzamento finale nella regular season.
Il 27 maggio 2025, dopo aver concluso il campionato al 6º posto in classifica, conclude la sua esperienza con effetto immediato sulla panchina del Castilla, lasciando dopo 209 partite.

## Statistiche
Tra club, nazionale maggiore e nazionali giovanili, Raúl González Blanco ha giocato globalmente 1064 partite segnando 465 reti, alla media di 0,46 gol a partita.

### Presenze e reti nei club
Statistiche aggiornate al termine della carriera da calciatore.
| Stagione           | Squadra            | Campionato         | Campionato | Campionato | Coppe nazionali | Coppe nazionali | Coppe nazionali | Coppe continentali | Coppe continentali | Coppe continentali | Altre coppe | Altre coppe | Altre coppe | Totale | Totale |
| Stagione           | Squadra            | Comp               | Pres       | Reti       | Comp            | Pres            | Reti            | Comp               | Pres               | Reti               | Comp        | Pres        | Reti        | Pres   | Reti   |
| ------------------ | ------------------ | ------------------ | ---------- | ---------- | --------------- | --------------- | --------------- | ------------------ | ------------------ | ------------------ | ----------- | ----------- | ----------- | ------ | ------ |
| sett. -dic.1994    | Real Madrid C      | SDB                | 9          | 16         | -               | -               | -               | -                  | -                  | -                  | -           | -           | -           | 9      | 16     |
| ott.1994           | Real Madrid B      | SD                 | 1          | 0          | -               | -               | -               | -                  | -                  | -                  | -           | -           | -           | 1      | 0      |
| ott.1994-1995      | Real Madrid        | PD                 | 28         | 9          | CR              | 2               | 1               | CU                 | -                  | -                  | -           | -           | -           | 30     | 10     |
| 1995-1996          | Real Madrid        | PD                 | 40         | 19         | CR              | 2               | 1               | UCL                | 8                  | 6                  | SS          | 2           | 0           | 52     | 26     |
| 1996-1997          | Real Madrid        | PD                 | 42         | 21         | CR              | 5               | 1               | -                  | -                  | -                  | -           | -           | -           | 47     | 22     |
| 1997-1998          | Real Madrid        | PD                 | 35         | 10         | CR              | 1               | 0               | UCL                | 11                 | 2                  | SS          | 2           | 3           | 49     | 15     |
| 1998-1999          | Real Madrid        | PD                 | 37         | 25         | CR              | 2               | 0               | UCL                | 8                  | 3                  | SU+CInt     | 1+1         | 0+1         | 49     | 29     |
| 1999-2000          | Real Madrid        | PD                 | 34         | 17         | CR              | 4               | 0               | UCL                | 15                 | 10                 | Cmc         | 4           | 2           | 57     | 29     |
| 2000-2001          | Real Madrid        | PD                 | 36         | 24         | CR              | 0               | 0               | UCL                | 12                 | 7                  | SU+CInt     | 1+1         | 1+0         | 50     | 32     |
| 2001-2002          | Real Madrid        | PD                 | 35         | 14         | CR              | 6               | 6               | UCL                | 12                 | 6                  | SS          | 2           | 3           | 55     | 29     |
| 2002-2003          | Real Madrid        | PD                 | 31         | 16         | CR              | 2               | 0               | UCL                | 12                 | 9                  | SU+CInt     | 1+1         | 0           | 47     | 25     |
| 2003-2004          | Real Madrid        | PD                 | 35         | 11         | CR              | 6               | 6               | UCL                | 9                  | 2                  | SS          | 2           | 1           | 52     | 20     |
| 2004-2005          | Real Madrid        | PD                 | 32         | 9          | CR              | 1               | 0               | UCL                | 10                 | 4                  | -           | -           | -           | 43     | 13     |
| 2005-2006          | Real Madrid        | PD                 | 26         | 5          | CR              | 1               | 0               | UCL                | 6                  | 2                  | -           | -           | -           | 33     | 7      |
| 2006-2007          | Real Madrid        | PD                 | 35         | 7          | CR              | 1               | 0               | UCL                | 7                  | 5                  | -           | -           | -           | 43     | 12     |
| 2007-2008          | Real Madrid        | PD                 | 37         | 18         | CR              | 1               | 0               | UCL                | 8                  | 5                  | SS          | 2           | 0           | 48     | 23     |
| 2008-2009          | Real Madrid        | PD                 | 37         | 18         | CR              | 1               | 3               | UCL                | 7                  | 3                  | SS          | 2           | 0           | 47     | 24     |
| 2009-2010          | Real Madrid        | PD                 | 30         | 5          | CR              | 2               | 0               | UCL                | 7                  | 2                  | -           | -           | -           | 39     | 7      |
| Totale Real Madrid | Totale Real Madrid | Totale Real Madrid | 550        | 228        |                 | 37              | 18              |                    | 132                | 66                 |             | 22          | 11          | 741    | 323    |
| 2010-2011          | Schalke 04         | BL                 | 34         | 13         | CG              | 4               | 1               | UCL                | 12                 | 5                  | SG          | 1           | 0           | 51     | 19     |
| 2011-2012          | Schalke 04         | BL                 | 32         | 15         | CG              | 3               | 2               | UEL                | 11                 | 4                  | SG          | 1           | 0           | 47     | 21     |
| Totale Schalke 04  | Totale Schalke 04  | Totale Schalke 04  | 66         | 28         |                 | 7               | 3               |                    | 23                 | 9                  |             | 2           | 0           | 98     | 40     |
| 2012-2013          | Al-Sadd            | QSL                | 22         | 9          | SJC+QSC+EQC     | 3+4+3           | 2+0+1           | -                  | -                  | -                  | CPC         | 2           | 0           | 34     | 12     |
| 2013-2014          | Al-Sadd            | QSL                | 17         | 2          | SJC+QSC+EQC     | 2+0+3           | 1+0+1           | ACL                | 5                  | 0                  | CPC         | 0           | 0           | 27     | 4      |
| Totale Al-Sadd     | Totale Al-Sadd     | Totale Al-Sadd     | 39         | 11         |                 | 15              | 5               |                    | 5                  | 0                  |             | 2           | 0           | 61     | 16     |
| 2015               | N.Y. Cosmos        | NASL               | 28+2       | 8+1        | USOC            | 2               | 0               | -                  | -                  | -                  | -           | -           | -           | 32     | 9      |
| Totale carriera    | Totale carriera    | Totale carriera    | 693+2      | 291+1      |                 | 61              | 26              |                    | 160                | 75                 |             | 26          | 11          | 942    | 404    |

### Cronologia presenze e reti in nazionale
| Cronologia completa delle presenze e delle reti in nazionale ― Spagna | Cronologia completa delle presenze e delle reti in nazionale ― Spagna | Cronologia completa delle presenze e delle reti in nazionale ― Spagna | Cronologia completa delle presenze e delle reti in nazionale ― Spagna | Cronologia completa delle presenze e delle reti in nazionale ― Spagna | Cronologia completa delle presenze e delle reti in nazionale ― Spagna | Cronologia completa delle presenze e delle reti in nazionale ― Spagna | Cronologia completa delle presenze e delle reti in nazionale ― Spagna |
| Data                                                                  | Città                                                                 | In casa                                                               | Risultato                                                             | Ospiti                                                                | Competizione                                                          | Reti                                                                  | Note                                                                  |
| --------------------------------------------------------------------- | --------------------------------------------------------------------- | --------------------------------------------------------------------- | --------------------------------------------------------------------- | --------------------------------------------------------------------- | --------------------------------------------------------------------- | --------------------------------------------------------------------- | --------------------------------------------------------------------- |
| 9-10-1996                                                             | Praga                                                                 | Rep. Ceca                                                             | 0 – 0                                                                 | Spagna                                                                | Qual. Mondiali 1998                                                   | -                                                                     |                                                                       |
| 13-11-1996                                                            | Santa Cruz de Tenerife                                                | Spagna                                                                | 4 – 1                                                                 | Slovacchia                                                            | Qual. Mondiali 1998                                                   | -                                                                     |                                                                       |
| 14-12-1996                                                            | Valencia                                                              | Spagna                                                                | 2 – 0                                                                 | Jugoslavia                                                            | Qual. Mondiali 1998                                                   | 1                                                                     | 88’                                                                   |
| 18-12-1996                                                            | La Valletta                                                           | Malta                                                                 | 0 – 3                                                                 | Spagna                                                                | Qual. Mondiali 1998                                                   | -                                                                     | 75’                                                                   |
| 12-2-1997                                                             | Alicante                                                              | Spagna                                                                | 4 – 0                                                                 | Malta                                                                 | Qual. Mondiali 1998                                                   | -                                                                     | 46’                                                                   |
| 30-4-1997                                                             | Belgrado                                                              | Jugoslavia                                                            | 1 – 1                                                                 | Spagna                                                                | Qual. Mondiali 1998                                                   | -                                                                     |                                                                       |
| 8-6-1997                                                              | Valladolid                                                            | Spagna                                                                | 1 – 0                                                                 | Rep. Ceca                                                             | Qual. Mondiali 1998                                                   | -                                                                     |                                                                       |
| 24-9-1997                                                             | Bratislava                                                            | Slovacchia                                                            | 1 – 2                                                                 | Spagna                                                                | Qual. Mondiali 1998                                                   | -                                                                     |                                                                       |
| 11-10-1997                                                            | Gijón                                                                 | Spagna                                                                | 3 – 1                                                                 | Fær Øer                                                               | Qual. Mondiali 1998                                                   | -                                                                     |                                                                       |
| 19-11-1997                                                            | Palma di Maiorca                                                      | Spagna                                                                | 1 – 1                                                                 | Romania                                                               | Amichevole                                                            | -                                                                     | 46’                                                                   |
| 28-1-1998                                                             | Saint-Denis                                                           | Francia                                                               | 1 – 0                                                                 | Spagna                                                                | Amichevole                                                            | -                                                                     | 73’                                                                   |
| 25-3-1998                                                             | Vigo                                                                  | Spagna                                                                | 4 – 0                                                                 | Svezia                                                                | Amichevole                                                            | 1                                                                     | 46’                                                                   |
| 3-6-1998                                                              | Santander                                                             | Spagna                                                                | 4 – 1                                                                 | Irlanda del Nord                                                      | Amichevole                                                            | -                                                                     | 46’                                                                   |
| 13-6-1998                                                             | Nantes                                                                | Spagna                                                                | 2 – 3                                                                 | Nigeria                                                               | Mondiali 1998 - 1º turno                                              | 1                                                                     |                                                                       |
| 19-6-1998                                                             | Saint-Étienne                                                         | Spagna                                                                | 0 – 0                                                                 | Paraguay                                                              | Mondiali 1998 - 1º turno                                              | -                                                                     | 66’                                                                   |
| 24-6-1998                                                             | Lens                                                                  | Spagna                                                                | 6 – 1                                                                 | Bulgaria                                                              | Mondiali 1998 - 1º turno                                              | -                                                                     | 51’                                                                   |
| 5-9-1998                                                              | Limassol                                                              | Cipro                                                                 | 3 – 2                                                                 | Spagna                                                                | Qual. Euro 2000                                                       | 1                                                                     |                                                                       |
| 23-9-1998                                                             | Granada                                                               | Spagna                                                                | 1 – 0                                                                 | Russia                                                                | Amichevole                                                            | -                                                                     | 88’                                                                   |
| 14-10-1998                                                            | Tel Aviv                                                              | Israele                                                               | 1 – 2                                                                 | Spagna                                                                | Qual. Euro 2000                                                       | -                                                                     | 89’                                                                   |
| 18-11-1998                                                            | Salerno                                                               | Italia                                                                | 2 – 2                                                                 | Spagna                                                                | Amichevole                                                            | 1                                                                     |                                                                       |
| 27-3-1999                                                             | Valencia                                                              | Spagna                                                                | 9 – 0                                                                 | Austria                                                               | Qual. Euro 2000                                                       | 4                                                                     |                                                                       |
| 31-3-1999                                                             | Serravalle                                                            | San Marino                                                            | 0 – 6                                                                 | Spagna                                                                | Qual. Euro 2000                                                       | 3                                                                     |                                                                       |
| 5-6-1999                                                              | Vila-real                                                             | Spagna                                                                | 9 – 0                                                                 | San Marino                                                            | Qual. Euro 2000                                                       | 1                                                                     | 62’                                                                   |
| 18-8-1999                                                             | Varsavia                                                              | Polonia                                                               | 1 – 2                                                                 | Spagna                                                                | Amichevole                                                            | -                                                                     | cap.                                                                  |
| 4-9-1999                                                              | Vienna                                                                | Austria                                                               | 1 – 3                                                                 | Spagna                                                                | Qual. Euro 2000                                                       | 1                                                                     |                                                                       |
| 8-9-1999                                                              | Badajoz                                                               | Spagna                                                                | 8 – 0                                                                 | Cipro                                                                 | Qual. Euro 2000                                                       | -                                                                     |                                                                       |
| 10-10-1999                                                            | Albacete                                                              | Spagna                                                                | 3 – 0                                                                 | Israele                                                               | Qual. Euro 2000                                                       | 1                                                                     |                                                                       |
| 13-11-1999                                                            | Vigo                                                                  | Spagna                                                                | 0 – 0                                                                 | Brasile                                                               | Amichevole                                                            | -                                                                     | 86’                                                                   |
| 17-11-1999                                                            | Siviglia                                                              | Spagna                                                                | 0 – 2                                                                 | Argentina                                                             | Amichevole                                                            | -                                                                     | 46’                                                                   |
| 26-1-2000                                                             | Cartagena                                                             | Spagna                                                                | 3 – 0                                                                 | Polonia                                                               | Amichevole                                                            | 1                                                                     | cap.                                                                  |
| 29-3-2000                                                             | Barcellona                                                            | Spagna                                                                | 2 – 0                                                                 | Italia                                                                | Amichevole                                                            | -                                                                     | 77’                                                                   |
| 13-6-2000                                                             | Rotterdam                                                             | Spagna                                                                | 0 – 1                                                                 | Norvegia                                                              | Euro 2000 - 1º turno                                                  | -                                                                     |                                                                       |
| 18-6-2000                                                             | Amsterdam                                                             | Slovenia                                                              | 1 – 2                                                                 | Spagna                                                                | Euro 2000 - 1º turno                                                  | 1                                                                     |                                                                       |
| 21-6-2000                                                             | Bruges                                                                | Jugoslavia                                                            | 3 – 4                                                                 | Spagna                                                                | Euro 2000 - 1º turno                                                  | -                                                                     |                                                                       |
| 25-6-2000                                                             | Bruges                                                                | Spagna                                                                | 1 – 2                                                                 | Francia                                                               | Euro 2000 - Quarti di finale                                          | -                                                                     |                                                                       |
| 16-8-2000                                                             | Hannover                                                              | Germania                                                              | 4 – 1                                                                 | Spagna                                                                | Amichevole                                                            | 1                                                                     |                                                                       |
| 2-9-2000                                                              | Sarajevo                                                              | Bosnia ed Erzegovina                                                  | 1 – 2                                                                 | Spagna                                                                | Qual. Mondiali 2002                                                   | -                                                                     |                                                                       |
| 7-10-2000                                                             | Madrid                                                                | Spagna                                                                | 2 – 0                                                                 | Israele                                                               | Qual. Mondiali 2002                                                   | -                                                                     | 85’                                                                   |
| 11-10-2000                                                            | Vienna                                                                | Austria                                                               | 1 – 1                                                                 | Spagna                                                                | Qual. Mondiali 2002                                                   | -                                                                     | 86’                                                                   |
| 15-11-2000                                                            | Siviglia                                                              | Spagna                                                                | 1 – 2                                                                 | Paesi Bassi                                                           | Amichevole                                                            | -                                                                     | 46’                                                                   |
| 28-2-2001                                                             | Birmingham                                                            | Inghilterra                                                           | 3 – 0                                                                 | Spagna                                                                | Amichevole                                                            | -                                                                     | 81’                                                                   |
| 24-3-2001                                                             | Alicante                                                              | Spagna                                                                | 5 – 0                                                                 | Liechtenstein                                                         | Qual. Mondiali 2002                                                   | 1                                                                     |                                                                       |
| 28-3-2001                                                             | Valencia                                                              | Spagna                                                                | 2 – 1                                                                 | Francia                                                               | Amichevole                                                            | -                                                                     | 81’                                                                   |
| 25-4-2001                                                             | Cordova                                                               | Spagna                                                                | 1 – 0                                                                 | Giappone                                                              | Amichevole                                                            | -                                                                     | 46’                                                                   |
| 2-6-2001                                                              | Oviedo                                                                | Spagna                                                                | 4 – 1                                                                 | Bosnia ed Erzegovina                                                  | Qual. Mondiali 2002                                                   | 1                                                                     |                                                                       |
| 6-6-2001                                                              | Tel Aviv                                                              | Israele                                                               | 1 – 1                                                                 | Spagna                                                                | Qual. Mondiali 2002                                                   | 1                                                                     |                                                                       |
| 1-9-2001                                                              | Valencia                                                              | Spagna                                                                | 4 – 0                                                                 | Austria                                                               | Qual. Mondiali 2002                                                   | -                                                                     |                                                                       |
| 5-9-2001                                                              | Vaduz                                                                 | Liechtenstein                                                         | 0 – 2                                                                 | Spagna                                                                | Qual. Mondiali 2002                                                   | 1                                                                     | 46’                                                                   |
| 14-11-2001                                                            | Huelva                                                                | Spagna                                                                | 1 – 0                                                                 | Messico                                                               | Amichevole                                                            | 1                                                                     |                                                                       |
| 27-3-2002                                                             | Rotterdam                                                             | Paesi Bassi                                                           | 1 – 0                                                                 | Spagna                                                                | Amichevole                                                            | -                                                                     | 46’                                                                   |
| 17-4-2002                                                             | Belfast                                                               | Irlanda del Nord                                                      | 0 – 5                                                                 | Spagna                                                                | Amichevole                                                            | 2                                                                     |                                                                       |
| 2-6-2002                                                              | Gwangju                                                               | Spagna                                                                | 3 – 1                                                                 | Slovenia                                                              | Mondiali 2002 - 1º turno                                              | 1                                                                     |                                                                       |
| 7-6-2002                                                              | Jeonju                                                                | Spagna                                                                | 3 – 1                                                                 | Paraguay                                                              | Mondiali 2002 - 1º turno                                              | -                                                                     |                                                                       |
| 12-6-2002                                                             | Daejeon                                                               | Sudafrica                                                             | 2 – 3                                                                 | Spagna                                                                | Mondiali 2002 - 1º turno                                              | 2                                                                     | 82’                                                                   |
| 16-6-2002                                                             | Suwon                                                                 | Spagna                                                                | 1 – 1 dts (3-2 dtr)                                                   | Irlanda                                                               | Mondiali 2002 - Ottavi di finale                                      | -                                                                     | 80’                                                                   |
| 21-8-2002                                                             | Budapest                                                              | Ungheria                                                              | 1 – 1                                                                 | Spagna                                                                | Amichevole                                                            | -                                                                     | cap. 46’                                                              |
| 7-9-2002                                                              | Atene                                                                 | Grecia                                                                | 0 – 2                                                                 | Spagna                                                                | Qual. Euro 2004                                                       | -                                                                     | cap.                                                                  |
| 12-10-2002                                                            | Albacete                                                              | Spagna                                                                | 3 – 0                                                                 | Irlanda del Nord                                                      | Qual. Euro 2004                                                       | 1                                                                     | cap. 62’                                                              |
| 12-2-2003                                                             | Palma di Maiorca                                                      | Spagna                                                                | 3 – 1                                                                 | Germania                                                              | Amichevole                                                            | 2                                                                     | cap. 84’                                                              |
| 29-3-2003                                                             | Kiev                                                                  | Ucraina                                                               | 2 – 2                                                                 | Spagna                                                                | Qual. Euro 2004                                                       | 1                                                                     | cap.                                                                  |
| 2-4-2003                                                              | León                                                                  | Spagna                                                                | 3 – 0                                                                 | Armenia                                                               | Qual. Euro 2004                                                       | -                                                                     | cap.                                                                  |
| 7-6-2003                                                              | Saragozza                                                             | Spagna                                                                | 0 – 1                                                                 | Grecia                                                                | Qual. Euro 2004                                                       | -                                                                     | cap.                                                                  |
| 11-6-2003                                                             | Belfast                                                               | Irlanda del Nord                                                      | 0 – 0                                                                 | Spagna                                                                | Qual. Euro 2004                                                       | -                                                                     | cap.                                                                  |
| 6-9-2003                                                              | Guimarães                                                             | Portogallo                                                            | 0 – 3                                                                 | Spagna                                                                | Amichevole                                                            | -                                                                     | cap. 46’                                                              |
| 10-9-2003                                                             | Elche                                                                 | Spagna                                                                | 2 – 1                                                                 | Ucraina                                                               | Qual. Euro 2004                                                       | 2                                                                     | cap.                                                                  |
| 11-10-2003                                                            | Erevan                                                                | Armenia                                                               | 0 – 4                                                                 | Spagna                                                                | Qual. Euro 2004                                                       | 1                                                                     | cap. 77’                                                              |
| 15-11-2003                                                            | Valencia                                                              | Spagna                                                                | 2 – 1                                                                 | Norvegia                                                              | Qual. Euro 2004                                                       | 1                                                                     | cap.                                                                  |
| 19-11-2003                                                            | Oslo                                                                  | Norvegia                                                              | 0 – 3                                                                 | Spagna                                                                | Qual. Euro 2004                                                       | 1                                                                     | cap.                                                                  |
| 18-2-2004                                                             | Barcellona                                                            | Spagna                                                                | 2 – 1                                                                 | Perù                                                                  | Amichevole                                                            | -                                                                     | cap. 46’                                                              |
| 31-3-2004                                                             | Gijón                                                                 | Spagna                                                                | 2 – 0                                                                 | Danimarca                                                             | Amichevole                                                            | 1                                                                     | 46’                                                                   |
| 28-4-2004                                                             | Genova                                                                | Italia                                                                | 1 – 1                                                                 | Spagna                                                                | Amichevole                                                            | -                                                                     | cap. 46’                                                              |
| 5-6-2004                                                              | Getafe                                                                | Spagna                                                                | 4 – 0                                                                 | Andorra                                                               | Amichevole                                                            | -                                                                     | 46’                                                                   |
| 12-6-2004                                                             | Faro                                                                  | Spagna                                                                | 1 – 0                                                                 | Russia                                                                | Euro 2004 - 1º turno                                                  | -                                                                     | cap. 78’                                                              |
| 16-6-2004                                                             | Porto                                                                 | Grecia                                                                | 1 – 1                                                                 | Spagna                                                                | Euro 2004 - 1º turno                                                  | -                                                                     | cap. 80’                                                              |
| 20-6-2004                                                             | Lisbona                                                               | Spagna                                                                | 0 – 1                                                                 | Portogallo                                                            | Euro 2004 - 1º turno                                                  | -                                                                     | cap.                                                                  |
| 18-8-2004                                                             | Las Palmas                                                            | Spagna                                                                | 3 – 2                                                                 | Venezuela                                                             | Amichevole                                                            | -                                                                     | cap. 46’                                                              |
| 3-9-2004                                                              | Valencia                                                              | Spagna                                                                | 1 – 1                                                                 | Scozia                                                                | Amichevole                                                            | 1                                                                     | 46’                                                                   |
| 8-9-2004                                                              | Zenica                                                                | Bosnia ed Erzegovina                                                  | 1 – 1                                                                 | Spagna                                                                | Qual. Mondiali 2006                                                   | -                                                                     | cap.                                                                  |
| 9-10-2004                                                             | Santander                                                             | Spagna                                                                | 2 – 0                                                                 | Belgio                                                                | Qual. Mondiali 2006                                                   | 1                                                                     | cap.                                                                  |
| 13-10-2004                                                            | Vilnius                                                               | Lituania                                                              | 1 – 1                                                                 | Spagna                                                                | Qual. Mondiali 2006                                                   | -                                                                     | cap.                                                                  |
| 17-11-2004                                                            | Madrid                                                                | Spagna                                                                | 1 – 0                                                                 | Inghilterra                                                           | Amichevole                                                            | -                                                                     | cap. 46’                                                              |
| 9-2-2005                                                              | Almería                                                               | Spagna                                                                | 5 – 0                                                                 | San Marino                                                            | Qual. Mondiali 2006                                                   | 1                                                                     | cap. 46’                                                              |
| 30-3-2005                                                             | Belgrado                                                              | Serbia e Montenegro                                                   | 0 – 0                                                                 | Spagna                                                                | Qual. Mondiali 2006                                                   | -                                                                     | 46’                                                                   |
| 4-6-2005                                                              | Valencia                                                              | Spagna                                                                | 1 – 0                                                                 | Lituania                                                              | Qual. Mondiali 2006                                                   | -                                                                     | cap. 74’                                                              |
| 8-6-2005                                                              | Valencia                                                              | Spagna                                                                | 1 – 1                                                                 | Bosnia ed Erzegovina                                                  | Qual. Mondiali 2006                                                   | -                                                                     | cap.                                                                  |
| 17-8-2005                                                             | Gijón                                                                 | Spagna                                                                | 2 – 0                                                                 | Uruguay                                                               | Amichevole                                                            | -                                                                     | cap. 70’                                                              |
| 3-9-2005                                                              | Santander                                                             | Spagna                                                                | 2 – 1                                                                 | Canada                                                                | Amichevole                                                            | -                                                                     | 55’                                                                   |
| 7-9-2005                                                              | Madrid                                                                | Spagna                                                                | 1 – 1                                                                 | Serbia e Montenegro                                                   | Qual. Mondiali 2006                                                   | 1                                                                     | cap.                                                                  |
| 8-10-2005                                                             | Bruxelles                                                             | Belgio                                                                | 0 – 2                                                                 | Spagna                                                                | Qual. Mondiali 2006                                                   | -                                                                     | cap.                                                                  |
| 12-10-2005                                                            | Serravalle                                                            | San Marino                                                            | 0 – 6                                                                 | Spagna                                                                | Qual. Mondiali 2006                                                   | -                                                                     | cap. 72’                                                              |
| 12-11-2005                                                            | Madrid                                                                | Spagna                                                                | 5 – 1                                                                 | Slovacchia                                                            | Qual. Mondiali 2006                                                   | -                                                                     | cap.                                                                  |
| 16-11-2005                                                            | Bratislava                                                            | Slovacchia                                                            | 1 – 1                                                                 | Spagna                                                                | Qual. Mondiali 2006                                                   | -                                                                     | cap. 65’                                                              |
| 27-5-2006                                                             | Albacete                                                              | Spagna                                                                | 0 – 0                                                                 | Russia                                                                | Amichevole                                                            | -                                                                     | 46’                                                                   |
| 3-6-2006                                                              | Elche                                                                 | Spagna                                                                | 2 – 0                                                                 | Egitto                                                                | Amichevole                                                            | 1                                                                     | cap. 63’                                                              |
| 7-6-2006                                                              | Ginevra                                                               | Spagna                                                                | 2 – 1                                                                 | Croazia                                                               | Amichevole                                                            | -                                                                     | cap. 46’                                                              |
| 14-6-2006                                                             | Lipsia                                                                | Spagna                                                                | 4 – 0                                                                 | Ucraina                                                               | Mondiali 2006 - 1º turno                                              | -                                                                     | 55’                                                                   |
| 19-6-2006                                                             | Stoccarda                                                             | Spagna                                                                | 3 – 1                                                                 | Tunisia                                                               | Mondiali 2006 - 1º turno                                              | 1                                                                     | 46’                                                                   |
| 23-6-2006                                                             | Kaiserslautern                                                        | Arabia Saudita                                                        | 0 – 1                                                                 | Spagna                                                                | Mondiali 2006 - 1º turno                                              | -                                                                     | cap. 46’                                                              |
| 27-6-2006                                                             | Hannover                                                              | Spagna                                                                | 1 – 3                                                                 | Francia                                                               | Mondiali 2006 - Ottavi di finale                                      | -                                                                     | cap. 54’                                                              |
| 15-8-2006                                                             | Reykjavík                                                             | Islanda                                                               | 0 – 0                                                                 | Spagna                                                                | Amichevole                                                            | -                                                                     | cap.                                                                  |
| 2-9-2006                                                              | Badajoz                                                               | Spagna                                                                | 4 – 0                                                                 | Liechtenstein                                                         | Qual. Euro 2008                                                       | -                                                                     | cap.                                                                  |
| 6-9-2006                                                              | Belfast                                                               | Irlanda del Nord                                                      | 3 – 2                                                                 | Spagna                                                                | Qual. Euro 2008                                                       | -                                                                     | cap.                                                                  |
| Totale                                                                |                                                                       | Presenze (11º posto)                                                  | 102                                                                   |                                                                       | Reti (2º posto)                                                       | 44                                                                    |                                                                       |

### Record
Durante la sua carriera, Raúl è riuscito a conseguire alcuni record:
- Giocatore che ha segnato in più partite diverse nella storia della Liga: 186.
- Giocatore che ha segnato più volte la prima rete di una partita della Liga: 77 (a pari merito con Hugo Sánchez).
- Calciatore ad aver segnato almeno un gol a più squadre della Liga insieme a Lionel Messi: 35[201]

#### Record nel Real Madrid
- Giocatore con più presenze nella storia del Real Madrid: 741.
- Giocatore con più presenze nella storia del Real Madrid nella Liga: 550.

### Statistiche da allenatore

#### Club
Statistiche aggiornate al 27 maggio 2025.
| Stagione        | Squadra          | Campionato      | Campionato | Campionato | Campionato | Campionato | Coppe nazionali | Coppe nazionali | Coppe nazionali | Coppe nazionali | Coppe nazionali | Coppe continentali | Coppe continentali | Coppe continentali | Coppe continentali | Coppe continentali | Altre coppe | Altre coppe | Altre coppe | Altre coppe | Altre coppe | Totale | Totale | Totale | Totale | % Vittorie | Piazzamento |
| Stagione        | Squadra          | Comp            | G          | V          | N          | P          | Comp            | G               | V               | N               | P               | Comp               | G                  | V                  | N                  | P                  | Comp        | G           | V           | N           | P           | G      | V      | N      | P      | %          | Piazzamento |
| --------------- | ---------------- | --------------- | ---------- | ---------- | ---------- | ---------- | --------------- | --------------- | --------------- | --------------- | --------------- | ------------------ | ------------------ | ------------------ | ------------------ | ------------------ | ----------- | ----------- | ----------- | ----------- | ----------- | ------ | ------ | ------ | ------ | ---------- | ----------- |
| 2019-2020       | Real M. Castilla | SBD             | 28         | 10         | 10         | 8          | -               | -               | -               | -               | -               | -                  | -                  | -                  | -                  | -                  | -           | -           | -           | -           | -           | 28     | 10     | 10     | 8      | 35,71      | 7º          |
| 2020-2021       | Real M. Castilla | SBD             | 24+1       | 11         | 7+1        | 6          | -               | -               | -               | -               | -               | -                  | -                  | -                  | -                  | -                  | -           | -           | -           | -           | -           | 25     | 11     | 8      | 6      | 44,00      | 3º          |
| 2021-2022       | Real M. Castilla | PDR             | 38         | 16         | 8          | 14         | -               | -               | -               | -               | -               | -                  | -                  | -                  | -                  | -                  | -           | -           | -           | -           | -           | 38     | 16     | 8      | 14     | 42,11      | 10º         |
| 2022-2023       | Real M. Castilla | PF              | 38+4       | 19+1       | 12+2       | 7+1        | -               | -               | -               | -               | -               | -                  | -                  | -                  | -                  | -                  | -           | -           | -           | -           | -           | 42     | 20     | 14     | 8      | 47,62      | 3º          |
| 2023-2024       | Real M. Castilla | PF              | 38         | 13         | 12         | 13         | -               | -               | -               | -               | -               | -                  | -                  | -                  | -                  | -                  | -           | -           | -           | -           | -           | 38     | 13     | 12     | 13     | 34,21      | 10º         |
| 2024-2025       | Real M. Castilla | PF              | 38         | 12         | 18         | 8          | -               | -               | -               | -               | -               | -                  | -                  | -                  | -                  | -                  | -           | -           | -           | -           | -           | 38     | 12     | 18     | 8      | 31,58      | 6º          |
| Totale carriera | Totale carriera  | Totale carriera | 209        | 82         | 70         | 57         |                 | -               | -               | -               | -               |                    | -                  | -                  | -                  | -                  |             | -           | -           | -           | -           | 209    | 82     | 70     | 57     | 39,23      |             |

#### Giovanili
Statistiche aggiornate al 31 agosto 2020. In grassetto le competizioni vinte.
| Stagione        | Squadra         | Campionato      | Campionato | Campionato | Campionato | Campionato | Coppe nazionali | Coppe nazionali | Coppe nazionali | Coppe nazionali | Coppe nazionali | Coppe continentali | Coppe continentali | Coppe continentali | Coppe continentali | Coppe continentali | Altre coppe | Altre coppe | Altre coppe | Altre coppe | Altre coppe | Totale | Totale | Totale | Totale | % Vittorie | Piazzamento |
| Stagione        | Squadra         | Comp            | G          | V          | N          | P          | Comp            | G               | V               | N               | P               | Comp               | G                  | V                  | N                  | P                  | Comp        | G           | V           | N           | P           | G      | V      | N      | P      | %          | Piazzamento |
| --------------- | --------------- | --------------- | ---------- | ---------- | ---------- | ---------- | --------------- | --------------- | --------------- | --------------- | --------------- | ------------------ | ------------------ | ------------------ | ------------------ | ------------------ | ----------- | ----------- | ----------- | ----------- | ----------- | ------ | ------ | ------ | ------ | ---------- | ----------- |
| lug.-ago. 2020  | Real Madrid     | DHJ             | -          | -          | -          | -          | CRJ             | -               | -               | -               | -               | UYL                | 4                  | 4                  | 0                  | 0                  | -           | -           | -           | -           | -           | 4      | 4      | 0      | 0      | 100,00&    | Sub.        |
| Totale carriera | Totale carriera | Totale carriera | -          | -          | -          | -          |                 | -               | -               | -               | -               |                    | 4                  | 4                  | 0                  | 0                  |             | -           | -           | -           | -           | 4      | 4      | 0      | 0      | 100,00     |             |

## Palmarès

### Giocatore

#### Club

##### Competizioni nazionali
- Campionato spagnolo: 6

Real Madrid: 1994-1995, 1996-1997, 2000-2001, 2002-2003, 2006-2007, 2007-2008
- Supercoppa di Spagna: 4

Real Madrid: 1997, 2001, 2003, 2008
- Coppa di Germania: 1

Schalke 04: 2010-2011
- Supercoppa di Germania: 1

Schalke 04: 2011
- Campionato qatariota: 1

Al-Sadd: 2012-2013
- Emir of Qatar Cup: 1

Al-Sadd: 2014
- Campionato NASL II: 1

New York Cosmos: 2015

##### Competizioni internazionali
- UEFA Champions League: 3

Real Madrid: 1997-1998, 1999-2000, 2001-2002
- Coppa Intercontinentale: 2

Real Madrid: 1998, 2002
- Supercoppa UEFA: 1

Real Madrid: 2002

#### Individuale
- Capocannoniere dell'Europeo Under-21: 1

1996 (3 reti)
- Premio Don Balón: 6

Giocatore rivelazione: 1994-1995
Miglior calciatore spagnolo: 1996-1997, 1998-1999, 1999-2000, 2000-2001, 2001-2002
- ESM Team of the Year: 3

1996-1997, 1998-1999, 1999-2000
- Miglior giocatore della Coppa Intercontinentale: 1

1998
- Pichichi della Liga: 2

1998-1999 (25 gol), 2000-2001 (24 gol)
- Miglior marcatore dell'anno IFFHS: 1

1999
- Capocannoniere della Champions League: 2

1999-2000 (10 gol, a pari merito con Jardel e Rivaldo), 2000-2001 (7 gol)
- Squadra del torneo del campionato europeo: 1

Belgio-Paesi Bassi 2000
- UEFA Club Football Awards: 3

Miglior attaccante: 2000, 2001, 2002
- Capocannoniere della Coppa del Re: 2

2001-2002 (6 gol, a pari merito con Guti), 2003-2004 (6 gol)
- Inserito nel FIFA 100 (2004)
- Sportivo spagnolo dell'anno: 1

2007
- Trofeo Alfredo Di Stéfano: 1

2007-2008
- All-Time XI dell'Europeo Under-21: 1

2015

### Allenatore

#### Club

##### Competizioni giovanili
- UEFA Youth League: 1

Real Madrid: 2019-2020